# Mats Annerby
Mats Annerby, född 3 oktober 1940 i Malmö, död 4 december 1989 i Fagersta, var en svensk arkitekt.
Efter studentexamen på Hvitfeldtska gymnasiet i Göteborg utexaminerades Annerby från Chalmers tekniska högskola 1965. Efter anställning hos Kjessler & Mannerstråle i Helsingborg, blev han 1969 planarkitekt och kort därefter stadsarkitekt i Fagersta kommun, senare även Skinnskattebergs kommun. Han var civilförsvarschef i Fagersta kommun och ordförande i Norra Västmanlands civilförsvarsförening.